# Arni (Aargau)
Arni is een gemeente en plaats in het Zwitserse kanton Aargau en maakt deel uit van het district Bremgarten.
Arni telt x1515 inwoners.